# 五王城遗址
五王城遗址，位于山西省忻州市五寨县杏岭子乡前五王城村、东秀庄乡后五王城村，是中华人民共和国山西省文物保护单位之一。
2004年6月10日，授予山西省文物保护单位，是一座古遗址。